# Boris Vallée
Boris Vallée (Verviers, 3 juni 1993) is een voormalig Belgisch wielrenner.

## Overwinningen
2010
 Wegrit op de Olympische Jeugdzomerspelen
2e etappe deel B Sint-Martinusprijs Kontich
2013
Proloog Carpathian Couriers Race
Grand Prix Criquielion
2016
2e en 5e etappe Ronde van Bretagne
3e etappe Ronde de l'Oise
2e etappe Ronde van Wallonië
2018
Eindklassement Ronde van het Taihu-meer

### Resultaten in voornaamste wedstrijden
| Jaar | Ronde van Italië | Ronde van Frankrijk | Ronde van Spanje |
| ---- | ---------------- | ------------------- | ---------------- |
| 2014 |                  |                     |                  |
| 2015 |                  |                     |                  |
| 2016 |                  |                     |                  |
| 2017 |                  |                     |                  |
| 2018 |                  |                     |                  |
| 2019 |                  |                     |                  |
| 2020 |                  |                     |                  |
| 2021 |                  |                     |                  |

| Jaar | Parijs-Roubaix | Amstel Gold Race | Parijs-Tours |  | Wereldranglijsten |
| ---- | -------------- | ---------------- | ------------ |  | ----------------- |
| 2014 | opgave         |                  |              |  | 215e (UWT)        |
| 2015 |                |                  |              |  |                   |
| 2016 | opgave         |                  | 115e         |  | 193e (UWT)        |
| 2017 | 100e           |                  |              |  |                   |
| 2018 |                |                  |              |  |                   |
| 2019 |                |                  |              |  |                   |
| 2020 |                |                  |              |  |                   |
| 2021 |                | opgave           |              |  |                   |

## Ploegen
- 2012 –  Idemasport-Biowanze
- 2013 –  Color Code-Biowanze
- 2014 –  Lotto-Belisol
- 2015 –  Lotto Soudal
- 2016 –  Fortuneo-Vital Concept
- 2017 –  Fortuneo-Oscaro[1]
- 2018 –  Wanty-Groupe Gobert
- 2019 –  Wanty-Groupe Gobert
- 2020 –  Bingoal-Wallonie Bruxelles
- 2021 –  Bingoal Pauwels Sauces WB

Anciaux · Boverie · Dechesne · Demoitié · Dewortelaer · Geromboux · Hoper · Hossay · Kerf · Leleu · Pestiaux · Stassen · Vallée · Vanheuverswijn · Vliegen
De Winter · De Wortelaer · Delfosse · Geromboux · Hoper · Hubert · Kerf · Leleu · Mottet · Pestiaux · Robeet · Vallée · Vanheuverswijn · Warnier · Wertz
Armée · Bak · Boeckmans · Breen · Broeckx · De Bie · Debusschere · De Clercq · Dehaes · Dockx · Gallopin · Greipel · Hansen · Henderson · Kaisen · Ligthart · Monfort · Roelandts · Sieberg · Vallée · Van den Broeck · Van der Sande · D. Vanendert · J. Vanendert · Van Genechten · Vervaeke · Wellens · Willems · Benoot (stagiair) · Meurisse (stagiair) · Naesen (stagiair)
Armée · Bak · Benoot · Boeckmans · Breen · Broeckx · De Buyst · De Bie · Debusschere · De Clercq · De Gendt · Dehaes · Dockx · Gallopin · Greipel · Hansen · Henderson · Ligthart · Monfort · Roelandts · Sieberg · Vallée · Van den Broeck · Van der Sande · D.Vanendert · J.Vanendert · Vervaeke · Wellens · Frison (stagiair) · Van Gestel (stagiair) · Van Rooy (stagiair)
Bonnamour · Bouet · Corbel · Daniel · Delaplace · Feillu · Fonseca · Gérard · Gesbert · Hardy · Jarrier · Jeannesson · Ledanois · McLay · Mourey · Périchon · Pichon · Sepúlveda · Vachon · Vallée · Guernalec (stagiair) · Molly (stagiair) · Riou (stagiair)
Antonini · Backaert · Baugnies · De Clercq · Degand · Devriendt · Doubey · Dupont · Eiking · Kreder · Martin · McNally · Meurisse · Minnaard · Offredo · Pasqualon · Smith · Vallée · Van Keirsbulck · Van Melsen · Vanspeybrouck
Castrique · De Bie · Huys · Ista · Lietaer · Livyns · Molly · Mortier · Nõmmela · Paasschens · Peyskens · Planckaert · Robeet · Six · Suter · Taminiaux · Vallée · Vanendert · L. Wirtgen · T. Wirtgen
Aniołkowski · Castrique · De Bie · Dupont · Huys · Livyns · Menten · Mertz · Molly ·Paasschens · Paquot · Peyskens · Rex · Robeet · Suter · Vallée · Vanendert · Venner · L. Wirtgen · T. Wirtgen · De Maeght (stagiair) · Desal (stagiair)